# جنگ‌افزار خودکار

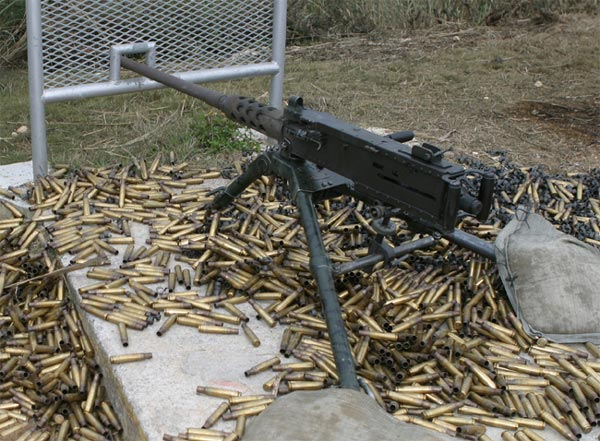

جنگ‌افزار خودکار (به انگلیسی: Automatic firearm) به سلاحی گفته می‌شود که توانایی شلیک رگبار (تیراندازی به صورت پیاپی) را داشته باشد.
این سلاح‌ها در انواع تفنگ خودکار، شات‌گان خودکار و تپانچه خودکار موجود می‌باشد.